# 西坝街道
西坝街道，是中华人民共和国湖北省宜昌市西陵区下辖的一个乡镇级行政单位。

## 行政区划
西坝街道下辖以下地区：
甲街社区、光明路社区、桥北社区、丫口社区、和平路社区、幸福路社区和三峡通航管理局社区。